# Beverley Cressman
Beverley Cressman (...) è un'attrice britannica.

## Biografia
Nota per il ruolo di Kate Lethbridge-Stewart, la figlia del Brigadiere Alistair Lethbridge-Stewart, nella serie moderna di Doctor Who, di cui prende parte in altri ruoli negli audiodrammi. Sposata con l'attore Miles Richardson da cui ha avuto due figli. I due divorziano nel 2009. Dall'agosto 2015 vive nel Warwickshire con i suoi tre figli.

## Filmografia
- Downtime
- Grange Hill
- Pig Heart Boy
- Rex the Runt
- Dæmos Rising
- Ian Levine: Downtime Redux